# Česká Rybná (Proseč)
Česká Rybná (německy Böhmisch Rybna) je vesnice, část města Proseč v okrese Chrudim. Nachází se asi 3,5 km na západ od Proseče. V roce 2009 zde bylo evidováno 141 adres. V roce 2001 zde trvale žilo 238 obyvatel.
Česká Rybná je také název katastrálního území o rozloze 8,04 km2.

## Historie

### Exulanti
V době pobělohorské během slezských válek emigrovaly z náboženských důvodů celé rodiny, a to pod ochranou vojska pruského krále Fridricha II. Velikého. Z České Rybné prokazatelně pocházeli tito exulanti:
- Pavel Hanuš. Dne 8.11.1745 byl starším sboru v Münsterbergu, 2.11.1746 tam zažádal o podíl v nově vznikající české kolonii Husinec
- Jakub Hanuš (Hanusch). Dle seznamu kolonistů ze dne 8.12.1750 je jedním ze zakladatelů české obce Husinec v Pruském Slezsku
- Jan Svoboda *(1752) z České Rybné, svobodný, zemřel v Husinci 6.1.1782 na spuchlinu, mládenec příchozí z Čech. Otec Jana Svobody Jakub (rolník) i jeho babička Magdalena (oba z České Rybné, panství rychmburské) byli vyšetřováni pro opětovné podezření. Vyšetřován byl i kovář Václav Svoboda[7]
- Tomáš Vodička, uprchlý, bylo po něm vyhlášeno pátrání. V listopadu 1776 byl vydán jeho popis: ze vsi Česká Rybná, nádeník, starý 47 let, prostřední postavy, hřmotný, snědý a podlouhlý tváře, smutných a slzama vždy zalitých očí, vlasů trochu pozerzavých, nohy šmatlavý, nosí z prostýho šedivýho sukna kabát, takévý brußflek, kožený a nebarvený spodky, boty z prostý kůže selský. V prosincové zprávě (1776) misionáře Waltera je zmíněn Tomáš Vodička, kterej vždy pacholčil ve městě Sku(t)či a odtamtáct taky do Sle(z)ska utekl před 4 lety, postavy prostřední, tváře široké, černejch vlasů, okolo 50 let mající, ten sem častějc do Čech přichází, jako i minulýho roku 1775 přišel zase do Čech s Pekárkem... a ty před s(v). Annou zase druhou dceru Annu Jiřího Luńáčka, podruha z Pustý Kamenice do Sle(z)ska odvedli.[8]